# Druhé mládí
Druhé mládí je český romantický film režiséra Václava Binovce z roku 1938.

## Obsazení
| Jiří Plachý starší  | bankovní ředitel Dr. Fráňa Tobiš     |
| Ema Hrubá           | Mira, Tobišova žena                  |
| Adina Mandlová      | Fan, dcera Tobišových                |
| Jiří Vondrovič      | profesor Vojtěch Panýr, Fanin manžel |
| Růžena Šlemrová     | Helena Urbanová, Miřina teta         |
| Vladimír Borský     | Dr. Jan Kafka                        |
| Světla Svozilová    | studentka Helga Hyšková              |
| Viktor Dintr        | Vasil Ivanovič Mantov, milenec Helgy |
| Eva Kavanová        | filozofka Naušová, Panýrova kolegyně |
| Božena Šustrová     | prodavačka Oldřiška                  |
| Betty Kysilková     | Sudíková, Oldřiščina matka           |
| Kamila Strnadová    | Andula Oplatková, Fanina přítelkyně  |
| Theodor Pištěk      | školník Janeba                       |
| Ota Motyčka         | detektiv Bureš                       |
| Josef Kemr          | Pepík, Burešův syn                   |
| Vlasta Hrubá        | panská u Tobišů Baruška              |
| Fanda Mrázek        | řidič Václav, Baruščin milý          |
| Milka Balek-Brodská | domovnice                            |

## Tvůrci
- Námět: Růžena Utěšilová román Klekání
- Režie: Václav Binovec
- Scénář: Václav Wasserman
- Hudba: Josef Dobeš
- Kamera: Míla Vích
- Střih: Marie Bourová
- Zvuk: Vilém Taraba
- Vedoucí produkce: František Morávek
- Další údaje: černobílý, 100 min, drama